# Sarod
Il Sarod è uno strumento cordofono pizzicato usato originariamente nella musica indiana. Insieme al sitar è lo strumento predominante nella musica tradizionale dell Hindustan (nord dell'India, Pakistan, Bangladesh).

## Lo strumento

### Descrizione
Ha la cassa armonica semisferica e il piano armonico pergamena e un largo manico dove c'e una cordiera triangolare. Le corde principali sono 4 di bordone e 4 melodiche.